# Белова, Любовь Леонидовна
Белова Любовь Леонидовна (род. 7 апреля 1960, Гомель) — многократная чемпионка Республики Беларусь по пауэрлифтингу и жиму штанги на скамье, трехкратная чемпионка мира и четырехкратная чемпионка Европы в IPF Bench Press. Заслуженный мастер спорта Республики Беларусь.

## Биография
Любовь Белова родилась 7 апреля 1960 года в городе Гомель одновременно с братом (близнецы) Николаем Гришановым, выдающимся тяжелоатлетом и первым бодибилдером принимавшим участие в матчевых встречах СССР - США.
Любовь с братом Николаем с раннего детства начали заниматься спортом. В 14 лет завоевала первую бронзовую медаль на Чемпионате СССР по атлетическому многоборью в Баку. В 1977 году окончила среднюю школу № 12 города Гомель. В 1983 году окончила Гомельский Государственный Технический Университет имени П. О. Сухого. Три года училась на кафедре физической культуры Гомельского Государственного Университета имени Франциска Скорины. В 2002 году прошла курс в Белорусской Государственной Академии Физической Культуры.

### Чемпионаты Мира и Европы
```
  Year  Federation       Meet            Place Weigth  Age    Body wt    Total         Date                    Venue
```

```
 1993  4th IPF Bench Press Championships    2     56     O      55.80	92.5         dec 9 – 11, 1993	     Budapest
 1994	5th IPF Bench Press Championships   1	  56	 O	55.50	   100		dec 3 – 4, 1994	        Jarvenpaa
 1995  European Bench Press Championships   1	  60	 O	59.60	   115		dec 8 – 9, 1995	        Budapest
 1995	6th IPF Bench Press Championships   2	  56	 O	55.90	   107.5	dec 23 – 24, 1995	Frydek-Mistek
 1996	7th IPF Bench Press Championships   1	  56	 O	55.90      110wr	nov 28 – 30, 1996	Silkeborg
 1997  European Bench Press Championships   1	  56	 O	55.80	   120   	aug 14 – 16, 1997	Goteborg
 1998	European Bench Press Championships  2	  56	 O	55.50	   105   	aug 5 – 7, 1998  	Trencin
 1998	9th IPF Bench Press Championships   1	  60	 O	59.40	   120		nov 9 – dec 11, 1998	Amberg  
 1999	European Bench Press Championships  2	  56	 O	55.40	   110  	aug 5 – 7, 1999	        Gyor
 1999	10th IPF Bench Press Championships  2	  56	 O	56.00	   117.5	dec 7 – 10, 1999	Vaasa
 2000	European Bench Press Championships  1	  60	 M1	58.80	   110		jul 27 – 29, 2000	Jelgava
 2000	11th IPF Bench Press Championships  3	  56	 O	55.70	   110		dec 6 – 7, 2000	        Frydek-Mistek
 2001	European Bench Press Championships  1	  56	 O	55.90	   120		aug 9 – 11, 2001	Jurmala
 2003  World Bench Press Championships      2	  60	 M1	57.00	   102.5	apr 15 – 19, 2003	Nymburk
 2003 14th IPF Bench Press Champioships     4	  52	 O      51.40	   105	        dec 4 – 6, 2003	        Trencin
```

### Рекорды
```
 Fed  Age cls  Wt cls   Body wt          Event                  Record        Date, Location, Meet
```

```
 IPF      O	 56	 55.5	  Bench press (single-lift)	  100	    december 2, 1994 Jarvenpaa
 EPF	  O	 60	 59.6	  Bench press (single-lift)	  115	    december 8, 1995 Budapest
 IPF      O	 56	 55.9	  Bench press (single-lift)	  110	    november 28, 1996 Silkeborg
 IPF	  O	 56	 56	  Bench press (single-lift)	  117.5	    december 7, 1999 Vaasa
 EPF	  O	 56	 55.8	  Bench press (single-lift)	  120	    august 15, 1997 Goteborg  
 IPF	  O	 56	 56	  Bench press (single-lift)	  112.5	    december 7, 1999 Vaasa
```

### Награды и почётные звания
- Три золотых медали на Чемпионатах Мира (IPF).
- Четыре серебряных медали на Чемпионатах Мира (IPF).
- Бронзовая медаль на Чемпионате Мира (IPF).
- Четыре золотых медали на Чемпионате Европы (EPF).
- Две серебряных медали на Чемпионате Европы (EPF).
- Удостоена Сертификата Вейдера Международной федерации бодибилдинга(IFBB).
- Награждена Почётной грамотой за развитие параолимпийских видов спорта и тренерскую работу с людьми с ограниченными физическими возможностями в Беларуси.

Президент Республики Беларусь наградил Почётным званием «Заслуженный мастер спорта Республики Беларусь» тренера-преподавателя Любовь Леонидовну Белову за достижение совершенства в спорте, большой личный вклад в развитие физической культуры и спорта (Указ № 445, 14 сентября 1998 г.).